# Atriopeptin
Atriopeptin (atrijalni natriuretski peptid, ANP, atrijalni natriuretski faktor, ANF, atrijalni natriuretski hormon, ANH, kardionatrin, kardiodilatin CDD) je jak vazodilatator, i proteinski (polipeptidni) hormon koji luče ćelije srčanog mišića. On učestvuje u homeostatičkoj kontroli telesne vode, natrijuma, kalijuma i masnoće (adipoznog tkiva). Njega otpuštaju mišićne ćelije gornjih komora (atrija) srca (miokarda) u odgovoru na visok krvni pritisak. ANP deluje tako što redukuje vodeno, natrijumsko i adipozno opterećenje circulatornog sistema, i na taj način smanjuje krvni pritisak.

## Struktura
ANP je 28 aminokiselina dug peptid sa prstenom od 17 aminokiselina u sredini molekula. Prste je formiran disulfidnom vezom između dva cisteinska ostatka u pozicijama 7 i 23. ANP je blisko srodan sa BNP (moždanim natriuretskim peptidom) i CNP (C-tipom natriuretskog peptida). Oni imaju zajednički aminokiselinski prsten. ANP je otkriven 1981.

## Literatura
- Addicks K, Forssmann WG, Henkel H, Holthausen U, Menz V, Rippegather G, Ziskoven D (1989). „Calcium-calmodulin antagonists Influences the release of cardiodilatin/ANP from atrial cardiocytes”.  Ур.: Wambach G, Kaufmann W. Endocrinology of the heart. Berlin: Springer-Verlag. ISBN 978-0-387-51409-3.

## Spoljašnje veze
- Atrial+Natriuretic+Factor на 